# Ulf Hoffmann
Ulf Hoffmann (n. 8 septembrie 1961, Neustrelitz, Mecklenburg-Pomerania Inferioară, RDG) este un gimnast artistic ce a reprezentat Republica Democrată Germană, medaliat olimpic. A participat la o ediție a Jocurilor Olimpice (1988) în care a câștigat o medalie de argint.